# Battito in testa

Animazione di una detonazione

Battito in testa (o knocking) è una espressione che indica il fenomeno della detonazione spontanea della miscela combustibile-comburente all'interno di un
motore a movimento alternativo e a combustione interna ad accensione comandata, e il relativo rumore prodotto, non provocata dallo scocco della scintilla della candela.

## Descrizione
La normale combustione avviene nella camera di combustione, col propagarsi del fronte di fiamma, dagli elettrodi della candela alle zone più esterne, con velocità finita. In alcuni casi può capitare che vi siano delle combustioni anomale che portano a fenomeni perlopiù dannosi per il motore. Nel caso delle cosiddette accensioni a superficie si ha l'accensione di uno o più nuclei di carburante che avvengono in zone lontane dalla candela di accensione. Tali zone sono caratterizzate dall'avere un elevato rapporto superficie/volume quindi con un'alta area di scambio termico e un basso volume il che porta ad avere elevate temperature in quei punti tali da innescare l'accensione spontanea e non comandata dalla scintilla. Il problema dell'accensione a superficie porta a un peggioramento drastico del rendimento di combustione per via dell'elevato calore dissipato attraverso le pareti, inoltre in altri casi può portare danni dovuti alla rimozione del film di lubrificante sulle pareti di pistone e cilindro. Esso si risolve mediante un'adeguata progettazione della camera di combustione e un buon raffreddamento della stessa. In altri casi come nel fenomeno della detonazione si hanno più sacche di benzina che entrano in combustione contemporaneamente oppure dopo una normale accensione o una preaccensione, generando più fronti di fiamma che vanno a comprimere altre sacche, fino a portarle a detonazione e facendo terminare la combustione prima del dovuto.

## Cause
Esistono molte cause che portano a questo fenomeno, che è dato da una combustione incontrollata della miscela aria-benzina:
- Nel caso una o più zone della camera di combustione raggiungano una temperatura maggiore di quella di autoaccensione del combustibile e che non vengano raggiunte dal fronte di fiamma prima dell'estinguersi del tempo di incubazione di autoaccensione, la miscela che occupa tali zone brucia tutta insieme (detonazione).
- Un'errata altezza dell'anello di squish, in questo caso il battito in testa è dovuto al fatto che il pistone non riesce a fermarsi prima d'andare a sbattere sulla testata o incentivare la detonazione.
- Un eccesso di depositi carboniosi depositati sul cielo del pistone e della testata, generati dalla combustione.
- Un'usura elevata dei rulli del cuscinetto o della bronzina, sia di testa sia di piede della biella o dei supporti di banco, infatti aumentando il gioco d'accoppiamento il pistone percorre una corsa superiore, andando a sbattere in testa o incentivando la detonazione.
- Un'errata impostazione della fasatura d'accensione, infatti con un'impostazione troppo anticipata, si ha una combustione eccessivamente rapida e prematura della miscela.
- Un'errata carburazione, nel caso questa sia povera di benzina si facilita tale fenomeno, a meno che non si utilizzi la tecnica della carica stratificata, che permette di raccogliere il combustibile vicino alla candela d'accensione.
- Carburanti eccessivamente poveri d'ottani
- Pressione di sovralimentazione eccessiva
- Rapporto di compressione eccessivo (provoca un aumento della temperatura durante la fase di compressione che può superare la soglia di autoaccensione)

La condizione operativa per un motore ciclo Otto più gravosa sotto il punto di vista della detonazione è un alto carico a un basso numero di giri. Accelerando bruscamente a un regime di rotazione molto basso si hanno le condizioni più favorevoli per la detonazione, infatti si hanno in camera alte pressioni e bassa intensità di turbolenza il che porta ad avere una velocità di combustione rallentata che in alcuni casi può favorire l'insorgere della detonazione.

## Conseguenze

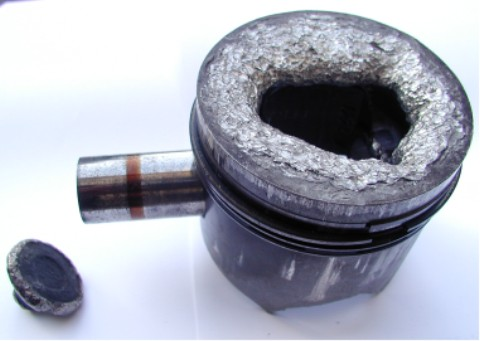
Cielo del pistone forato per detonazione e/o carburazione magra e/o anticipo eccessivo

I picchi di pressione che ne conseguono possono portare gravi avarie per il propulsore, come rimozione del film di lubrificante, problemi alla guarnizione della testata, ai pistoni che possono ritrovarsi con un foro sul cielo, alle valvole di aspirazione e scarico e ai supporti di banco. Una volta spento il motore, si può anche incorrere nel fenomeno del dieseling.

## Rimedi
Per ovviare a tale problema esistono molte strade, che devono essere seguite ognuna dai corrispettivi responsabili:
- Il progettista ha il compito di:
  - Sfruttare testate munite di squish (emisferica o troncoconica), che riducono la quantità di miscela combustibile lontana dalla candela e di conseguenza anche tale fenomeno
  - Adottare rapporti di compressione adeguati al combustibile in uso
  - Nel caso di motori sovralimentati ridurre il grado di sovralimentazione
  - Progettare camere di combustione in grado di garantire un adeguato raffreddamento
  - Diminuire l'anticipo all'accensione
  - Raffreddamento della carica per mezzo di intercooler nel caso di motori sovralimentati
  - Adottare un impianto di raffreddamento adeguato
  - Dosatura leggermente ricca per migliorare il raffreddamento della carica
  - Aumento della turbolenza in camera per migliorare la velocità di combustione e quindi evitare di raggiungere l'autoaccensione
- Le case petrolifere hanno il compito di:
  - Fornire combustibili con adeguato tempo di incubazione (numero di ottano)
  - Fornire combustibili che lascino pochi residui, in quanto i depositi carboniosi possono formare zone di alta temperatura
- Al proprietario del veicolo è richiesta:
  - Un'accurata, continua e attenta manutenzione.
- Sensore di detonazione (knock sensor), tramite questo sensore, la centralina motore può regolare la fasatura d'accensione (diminuendola) per ridurre il numero delle detonazioni, oppure può essere usato assieme a un contatore per poter visualizzare le detonazioni che avvengono nel motore.